# Coscinia mariarosae
Coscinia mariarosae is een vlinder uit de familie van de spinneruilen (Erebidae), onderfamilie beervlinders (Arctiinae). De wetenschappelijke naam van de 
soort is voor het eerst geldig gepubliceerd in 1991 door Exposito.
Deze nachtvlinder komt voor in Europa.